# Pouzolzia occidentalis
Pouzolzia occidentalis är en nässelväxtart som först beskrevs av Frederik Michael Liebmann, och fick sitt nu gällande namn av Hugh Algernon Weddell. Pouzolzia occidentalis ingår i släktet Pouzolzia och familjen nässelväxter. Utöver nominatformen finns också underarten P. o. palmeri.